# باول تان
باول تان (بالملايوية: Paul Tan)‏ هو صحفي ماليزي، ولد في 27 أكتوبر 1984 في كوانتان في ماليزيا.